# Gęsiówka

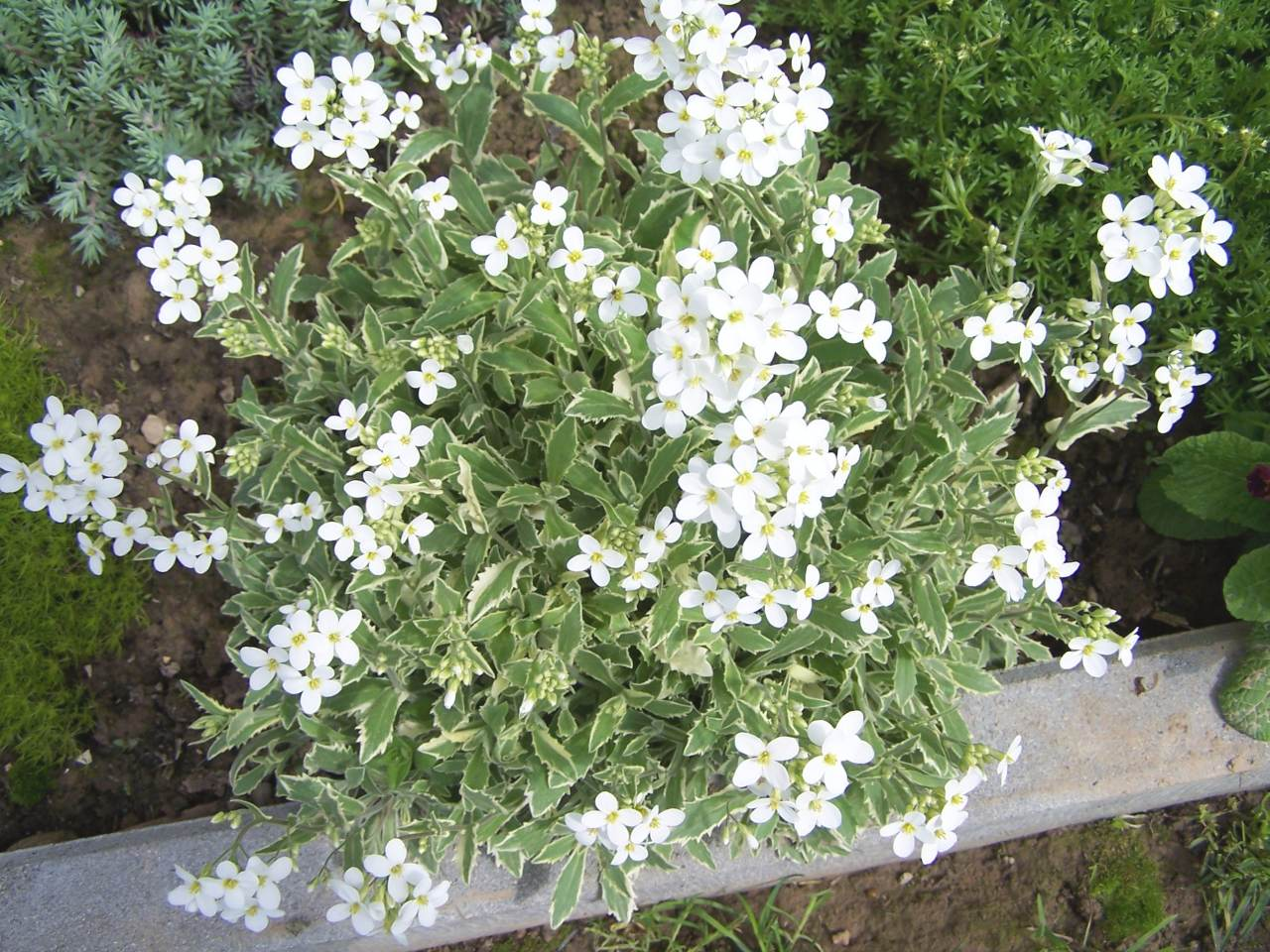
Gęsiówka kaukaska

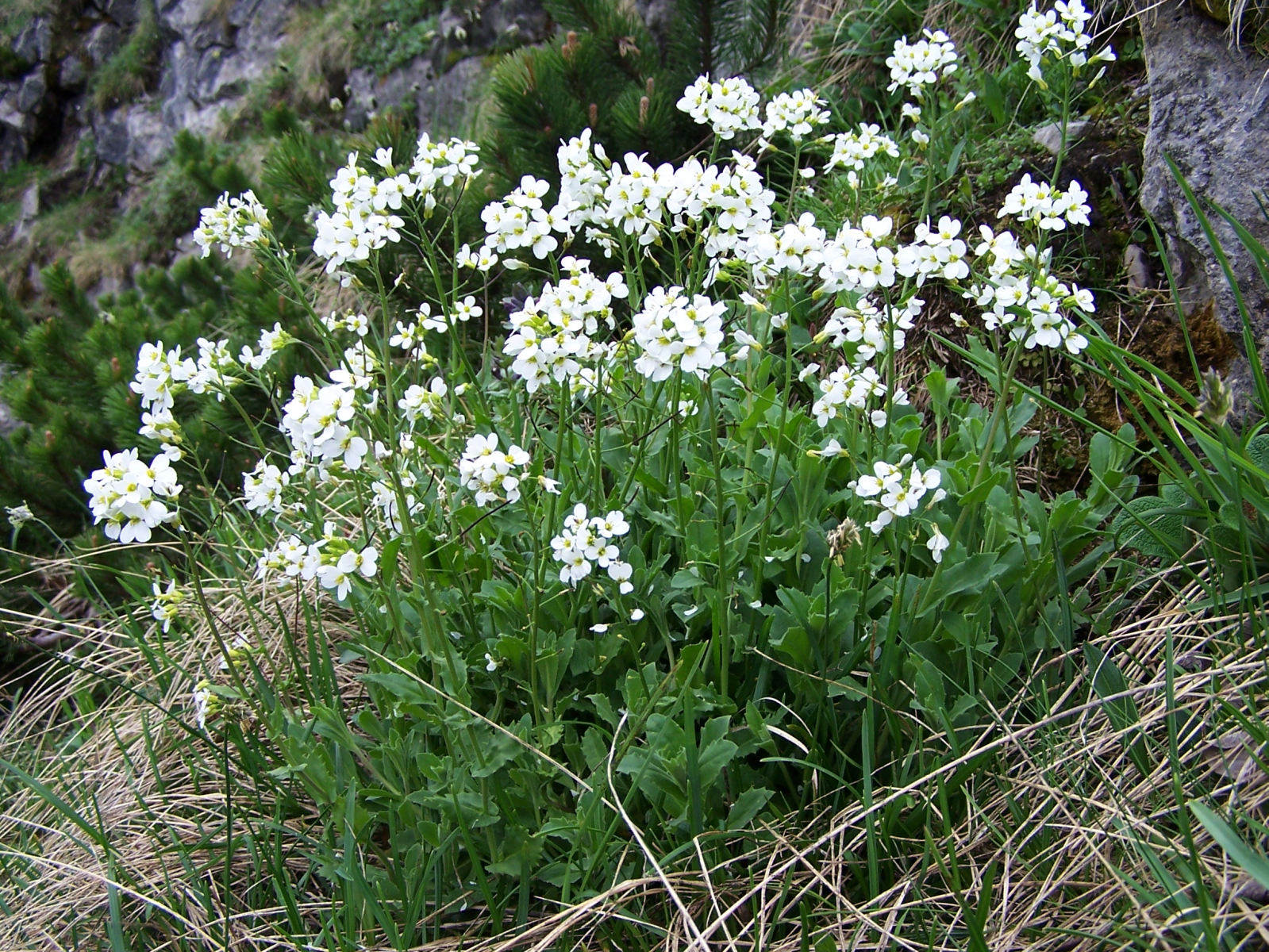
Gęsiówka alpejska

Gęsiówka (Arabis L.) – rodzaj roślin z rodziny kapustowatych. W miarę uściślania relacji filogenetycznych, liczba gatunków tu zaliczanych, sięgająca na przełomie XX i XXI wieku około 180, systematycznie maleje (gatunki klasyfikowane są do innych rodzajów). Rodzaj we współczesnym ujęciu wciąż jest taksonem parafiletycznym obejmującym kilka kladów, wśród których zagnieżdżone są inne rodzaje (głodek Draba i żagwin Aubrieta). Wciąż zaliczanych jest tu ok. 100 gatunków (w węższych ujęciach ok. 60) szeroko rozprzestrzenionych na półkuli północnej, z centrum zróżnicowania i zasięgiem kilku kladów w obszarze śródziemnomorskim.
Liczne gatunki uprawiane są jako niskie rośliny ozdobne, tworzące gęste darnie, zwłaszcza w ogrodach skalnych.

## Morfologia
Rośliny jednoroczne lub byliny (zwykle wiecznie zielone). Niektóre gatunki osiągają wysokość do 1 m, większość jednak to rośliny drobniejsze.

## Systematyka
Pozycja systematyczna
Rodzaj z rodziny kapustowatych (Brassicaceae), w której obrębie należy do plemienia Arabideae. Pierwotne i dotychczasowe ujęcia systematyczne rodzaju powodują, że jest on oceniany jako najbardziej krytyczny w obrębie rodziny. Liczne gatunki pierwotnie tu zaliczane trafiły do odrębnych rodzajów i często plemion w obrębie rodziny, np. do rodzaju rzodkiewnik Arabidopsis (plemię Camelineae), Boechera (plemię Boechereae), Pennellia (plemię Halimolobeae), Streptanthus (plemię Thelypodieae), wieżyczka Turritis (plemię Turritideae) oraz rodzajów Pseudoturritis i Dendroarabis w obrębie Arabideae. Pozostałe zaliczane tu wciąż gatunki tworzą kilka kladów, wśród których zagnieżdżone są inne rodzaje (głodek Draba i żagwin Aubrieta), co czyni z Arabis takson parafiletyczny. Klad bazalny w obrębie całej tej grupy tworzy ok. 60–65 gatunków, zwany „głównym kladem Arabis” (main Arabis clade), wśród pozostałych kladów, obok Draba i Aubrieta, jeszcze cztery tworzą gatunki z rodzaju Arabis, przy czym gatunek typowy (A. alpina) należy do jednej z mniejszych grup.
Gatunki flory Polski
- gęsiówka alpejska Arabis alpina L.
- gęsiówka Gerarda Arabis planisiliqua (Rchb.) Pers., syn. A. gerardii Besser
- gęsiówka stokrotkolistna Arabis soyeri Reut. & A. Huet., syn. A. jacquini Becq., A. bellidofolia Jacq. non Crantz
- gęsiówka sudecka Arabis allionii DC. in Lam., syn. A. sudetica Tausch – gatunek o wątpliwym występowaniu w Polsce
- gęsiówka szorstkowłosista Arabis hirsuta (L.) Scop.
- gęsiówka uszkowata Arabis recta Vill., syn. A. auriculata Lam.

Wykaz gatunków
- Arabis abietina Bornm.
- Arabis aculeolata Greene
- Arabis adpressipilis (M.Hopkins) Al-Shehbaz
- Arabis alanyensis H.Duman
- Arabis allionii DC. – gęsiówka sudecka
- Arabis alpina L. – gęsiówka alpejska
- Arabis amplexicaulis Edgew.
- Arabis androsacea Fenzl – gęsiówka naradkowata
- Arabis armena N.Busch
- Arabis aubrietioides Boiss. – gęsiówka żagwinowata
- Arabis aucheri Boiss.
- Arabis axilliflora (Jafri) H.Hara
- Arabis beirana P.Silveira, J.Paiva & N.Marcos
- Arabis bijuga Watt
- Arabis blepharophylla Hook. & Arn. – gęsiówka szczecinkowata
- Arabis brachycarpa Rupr.
- Arabis bryoides Boiss. – gęsiówka mchowa
- Arabis caerulea All. – gęsiówka błękitna
- Arabis carduchorum Boiss.
- Arabis caucasica Willd. – gęsiówka kaukaska
- Arabis ciliata Clairv. – gęsiówka orzęsiona, g. baldachogroniasta
- Arabis colchica Kolak.
- Arabis collina Ten.
- Arabis conringioides Ball
- Arabis cretica Boiss. & Heldr.
- Arabis crucisetosa Constance & Rollins
- Arabis cypria Holmboe
- Arabis davisii H.Duman & A.Duran
- Arabis deflexa Boiss.
- Arabis doberanica Parsa
- Arabis dolichothrix (N.Busch) N.Busch
- Arabis doumetii Coss.
- Arabis drabiformis Boiss.
- Arabis elgonensis Al-Shehbaz
- Arabis engleriana Muschl.
- Arabis erecta Y.Y.Kim & C.G.Jang
- Arabis erikii Mutlu
- Arabis erubescens Ball
- Arabis eschscholtziana Andrz. ex Ledeb.
- Arabis farinacea Rupr.
- Arabis flagellosa Miq.
- Arabis flaviflora Bunge
- Arabis furcata S.Watson
- Arabis gegamica Mtshkvet.
- Arabis georgiana R.M.Harper
- Arabis hirsuta (L.) Scop. – gęsiówka szorstkowłosista, g. szorstkowłosa
- Arabis hornungiana Schur
- Arabis huetii Trautv.
- Arabis ionocalyx Boiss. & Heldr.
- Arabis josiae Jahand. & Maire
- Arabis juressi Rothm.
- Arabis kashmiriaca Naqshi
- Arabis kaynakiae Daskin
- Arabis kazbegi Mtshkvet.
- Arabis kennedyae Meilke
- Arabis korolkowii Regel & Schmalh.
- Arabis lycia Parolly & P.Hein
- Arabis margaritae Talavera
- Arabis mcdonaldiana Eastw.
- Arabis modesta Rollins
- Arabis mollis Steven – gęsiówka miękkowłosa
- Arabis nepetifolia Boiss.
- Arabis nordmanniana (Rupr.) Rupr.
- Arabis nova Vill.
- Arabis nuristanica Kitam.
- Arabis nuttallii (Kuntze) B.L.Rob.
- Arabis olympica Piper
- Arabis oregana Rollins
- Arabis ottonis-schulzii Bornm. & Gauba
- Arabis × palezieuxii Beauverd
- Arabis paniculata Franch.
- Arabis parvula Dufour ex DC.
- Arabis patens Sull.
- Arabis planisiliqua (Pers.) Rchb. – gęsiówka Gerarda
- Arabis pleurantha Phil.
- Arabis procurrens Waldst. & Kit. – gęsiówka macedońska, g. wczesna
- Arabis pterosperma Edgew.
- Arabis pubescens (Desf.) Poir.
- Arabis pumila Jacq. – gęsiówka drobna
- Arabis purpurea Sm.
- Arabis pycnocarpa M.Hopkins
- Arabis quinqueloba O.E.Schulz
- Arabis recta Vill. – gęsiówka uszkowata
- Arabis rimarum Rech.f.
- Arabis rosea DC.
- Arabis sagittata (Bertol.) DC. – gęsiówka strzałkowata
- Arabis scabra All.
- Arabis scopoliana Boiss. – gęsiówka Scopoliego
- Arabis serpillifolia Vill. – gęsiówka macierzankowa
- Arabis serrata Franch. & Sav.
- Arabis soyeri Reut. & A.L.P.Huet – gęsiówka stokrotkolistna, g. Soyera
- Arabis stelleri DC. – gęsiówka Stellera
- Arabis stellulata Desv. & Berthel.
- Arabis stenocarpa Boiss. & Reut.
- Arabis steveniana Rupr.
- Arabis subdecumbens Emb. & Maire
- Arabis subflava B.M.G.Jones
- Arabis tanakana Makino
- Arabis tianschanica Pavlov
- Arabis tunetana Murb.
- Arabis verdieri Quézel
- Arabis verna (L.) W.T.Aiton
- Arabis watsonii (P.H.Davis) F.K.Mey.